# Richard Socrier
Richard Socrier (ur. 28 marca 1979 w Paryżu) – francuski piłkarz pochodzenia gwadelupskiego występujący na pozycji napastnika. Zawodnik klubu Paris FC.

## Kariera klubowa
Richard Socrier zawodową karierę rozpoczynał w 1999 roku w trzecioligowym klubie FC Paris. W następnym jego klubem był czwartoligowy FC Bourg-Péronnas. W 2001 Socrier przeszedł do drugoligowego Stade Lavallois. Nie mogąc się przebić do pierwszego składu, przeszedł do występującego w trzeciej lidze AS Cherbourg. Dobra gra w Cherbourgu (16 bramek) zaowocowała transferem do pierwszoligowego FC Metz. W klubie z Metzu Socrier rozegrał 23 spotkania, w których strzelił 2 bramki.
Skromny dorobek strzelecki spowodował, że Socrier odszedł do drugoligowego LB Châteauroux w 2005. W latach 2006–2010 był zawodnikiem innego drugoligowca Stade Brestois 29. W klubie tym przez cztery lata wystąpił w 121 spotkaniach ligowych, w których strzelił 34 bramki.
Z Brestem awansował do Ligue 1, lecz w niej nie zagrał, gdyż w 2010 odszedł do drugoligowego AC Ajaccio. Dotychczas w Ligue 2 Socrier rozegrał 196 meczów, w których strzelił 54 bramki. 
13 lipca 2012 roku podpisał 2–letni kontrakt z pierwszoligowym SCO Angers. 1 lipca 2014 zmienił barwy klubowe i został zawodnikiem Paris FC.
| Sezon   | Klub              | Kraj    | Rozgrywki  | Mecze | Bramki | Rozgrywki Europy | Mecze | Bramki |
| ------- | ----------------- | ------- | ---------- | ----- | ------ | ---------------- | ----- | ------ |
| 1999/00 | Paris FC          | Francja | National   | 0     | 0      | -                | -     | -      |
| 2000/01 | FC Bourg-Péronnas | Francja | National   | 32    | 8      | -                | -     | -      |
| 2001/02 | Stade Lavallois   | Francja | Division 2 | 1     | 0      | -                | -     | -      |
| 2002/03 | Stade Lavallois   | Francja | Ligue 2    | 6     | 0      | -                | -     | -      |
| 2003/04 | AS Cherbourg      | Francja | National   | 35    | 16     | -                | -     | -      |
| 2004/05 | FC Metz           | Francja | Ligue 1    | 23    | 2      | -                | -     | -      |
| 2005/06 | LB Châteauroux    | Francja | Ligue 2    | 34    | 8      | -                | -     | -      |
| 2006/07 | Stade Brestois 29 | Francja | Ligue 2    | 31    | 11     | -                | -     | -      |
| 2007/08 | Stade Brestois 29 | Francja | Ligue 2    | 28    | 5      | -                | -     | -      |
| 2008/09 | Stade Brestois 29 | Francja | Ligue 2    | 32    | 12     | -                | -     | -      |
| 2009/10 | Stade Brestois 29 | Francja | Ligue 2    | 30    | 6      | -                | -     | -      |
| 2010/11 | AC Ajaccio        | Francja | Ligue 2    | 34    | 12     | -                | -     | -      |
| 2011/12 | AC Ajaccio        | Francja | Ligue 1    | 22    | 2      | -                | -     | -      |
| 2012/13 | SCO Angers        | Francja | Ligue 2    | 4     | 0      | -                | -     | -      |
| 2013/14 | SCO Angers        | Francja | Ligue 2    | 30    | 4      | -                | -     | -      |
| 2015/16 | Paris FC          | Francja | Ligue 2    | 19    | 1      | -                | -     | -      |

Stan na: 30 grudnia 2015 r.

## Kariera reprezentacyjna
Socrier w reprezentacji Gwadelupy zadebiutował 7 czerwca 2007 w zremisowanym 1-1 meczu z reprezentacją Haiti podczas Złotego Pucharu CONCACAF. Na turnieju w USA zajęła wraz z Kanadą trzecie miejsce, a Socrier wystąpił we wszystkich pięciu meczach z Haiti, Kanadą, Kostaryką, Hondurasem (bramka) i Meksykiem. W 2009 po raz drugi uczestniczył w Złotym Pucharze CONCACAF. Na turnieju wystąpił we wszystkich trzech meczach z Panamą, Kanadą i USA.